# Marcello Lippi
Marcello Romeo Lippi (født 12. april 1948) er en tidligere italiensk fodboldspiller og -træner, der senest var manager for Kinas fodboldlandshold. Han har også i to perioder stået i spidsen for Italiens fodboldlandshold, som han vandt VM 2006 med.
Lippi betragtes som en af de største og mest succesrige managere i fodboldhistorien. I 2007 inkluderede The Times ham på sin liste over de 50 bedste managere gennem tidene.

## Karriere
I løbet af sin spillerkarriere, som begyndte i 1969, spillede Lippi for Savona FBC, U.C. Sampdoria og US Pistoiese 1921. Han blev træner i 1982 for Sampdorias ungdomshold, og efter forskellige jobs i lavere divisioner blev han i 1989 cheftræner for AC Cesena. Lippi var derefter træner for Lucchese 1905, Atalanta B.C. og S.S.C. Napoli.
I 1994 blev han træner for Juventus og førte dem blandt andet til fem ligamesterskaber. Succesen førte også til en sejr ved Champions League i 1996 over AFC Ajax. Derefter førte han holdet til samme finale de næste to sæsoner, men holdet tabte begge finaler til henholdsvis Borussia Dortmund og Real Madrid. I 1998-99 sæsonen blev Lippi til sidst erstattet af Carlo Ancelotti, da resultaterne udeblev. Herefter blev han manager for Inter Milan uden alverdens resultater. Lippi vendte tilbage til Juventus forud for 2002/03-sæsonen og førte klubben til endnu et ligamesterskab og endnu en Champions League-finale, hvor de tabte til AC Milan i 2003.
Lippi blev udnævnt som manager for Italiens fodboldlandshold i juli 2004 som erstatning for Giovanni Trapattoni. Under Lippi's ledelse vandt Italien guld ved VM 2006 i Tyskland, der var landets fjerde titel siden 1982. Få dage efter VM-sejren i Berlin meddelte Lippi sin afgang. Efter Italiens skuffende EM-exit i 2008 vendte Lippi tilbage som erstatning for den nye manager Roberto Donadoni. Han kvalificerede holdet til VM 2010 i Sydafrika, men i kølvandet på et tidligt exit ved gruppespillet trak Lippi sig og blev erstattet af Cesare Prandelli.
I maj 2012 annoncerede den kinesiske klub Guangzhou F.C., at de havde underskrevet en kontrakt med Marcello Lippi. I 2016 overtog Lippi opgaven som manager for Kinas fodboldlandshold, en stilling han havde indtil 2019. Året efter i oktober 2020 meddelte Lippi, at han ville gå på pension som fodboldtræner.